# Brendan Canning
Brendan Canning (Ajax, 1969) es un fundador del grupo Broken Social Scene y un veterano artista del indie rock que ha sido miembro de varias bandas notables incluyendo Broken Social Scene, By Divine Right, Blurtonia, Valley of the Giants, Len y hHead. En julio de 2008 lanzó un álbum en solitario llamado Something for All of Us ..., la segunda versión de la "Broken Social Scene PresAjax (Ontario)ents" serie. El primer sencillo del álbum se titula "Hit the Wall" y fue publicado el 5 de mayo de 2008.

## Discografía

### Solo
- Something for All of Us (2008)

### hHead
- Fireman (1992)
- Jerk (1994)
- Ozzy (1996)

### By Divine Right
- Bless This Mess (1999)

### Broken Social Scene
- Feel Good Lost (2001)
- You Forgot It in People (2002)
- Bee Hives (2004)
- Broken Social Scene (2005)
- Forgiveness Rock Record (2010)

### Valley of the Giants
- Valley of the Giants (2004)

### Cookie Duster
- When Flying Was Easy (2012)